# Паршин, Иван Иванович
Иван Иванович Паршин (1915—1945) — майор Рабоче-крестьянской Красной Армии, участник Великой Отечественной войны, Герой Советского Союза (1945).

## Биография
Иван Паршин родился 28 декабря 1915 года в деревне Толстиково (ныне — Меленковский район Владимирской области). Окончил Вязниковский текстильный техникум. В 1936 году Паршин был призван на службу в Рабоче-крестьянскую Красную Армию. В 1939 году он окончил курсы младших лейтенантов. Участвовал в боях советско-финской войны. С июня 1942 года — на фронтах Великой Отечественной войны.
К январю 1945 года майор Иван Паршин командовал 969-м артиллерийским полком 60-й стрелковой дивизии 47-й армии 1-го Белорусского фронта. Отличился во время освобождения Польши. 15 января 1945 года полк Паршина успешно прорвал немецкую оборону в районе населённого пункта Калушин к северу от Варшавы. Находясь в боевых порядках передового батальона, Паршин принимал активное участие в освобождении населённого пункта Крубин. В том бою он погиб. Похоронен в Варшаве.
Указом Президиума Верховного Совета СССР от 6 апреля 1945 года майор Иван Паршин посмертно был удостоен высокого звания Героя Советского Союза. Также был награждён орденами Ленина, Красного Знамени и Красной Звезды, рядом медалей.
В честь Паршина названа улица в Меленках.